# درایور ۳
درایور ۳ (به انگلیسی: DRIV3R) یک بازی ویدئویی در سبک رانندگی و اکشن-ماجراجویی است که توسط یوبی‌سافت رفلکشنز ساخته شده و به‌وسیلهٔ آتاری در ژوئن ۲۰۰۴ برای کنسول‌های پلی‌استیشن ۲ و ایکس‌باکس منتشر شده‌است. این بازی سومین قسمت از سری بازی‌های درایور به شمار می‌رود. درایور ۳ همچنین در مارس ۲۰۰۵ برای مایکروسافت ویندوز و اکتبر همان سال برای گیم بوی ادونس عرضه شد. شخصیت اصلی بازی، مانند دو سری قبلی جان تنر می‌باشد.

## داستان
جان تنر و توبیاس جونز در پی دستگیری خلاف کار معروف، چارلز جریکو می‌روند. جریکو در قسمت دوم بازی حضور داشته اما به عنوان رده پایین از یک گروه قاچاقچی بوده که در پایان سری دوم این گروه توسط جان تنر متلاشی شد. در پایان درایور ۳ جریکو و جان تنر با اتومبیل‌هایشان باهم برخورد کرده و به کما می‌روند؛ نویسنده درایور ۳ بعد از ساخت درایور: سان فرانسیسکو اعلام کرد: "در ابتدا قرار بود جان تنر در قسمت سوم برای مردم و شجاعت کشته می‌شد ولی یوبی‌سافت یک دفعه تصمیم گرفت بازی را ادامه دهد و اینگونه جلوه داد که از تصادف جان سالم به در برده‌است.

## گیم پلی
درایور ۳ ترکیبی از گیم پلی جهان باز با نمای سوم شخص را ارائه می‌دهد که امکان تغییر زاویه دوربین در هر لحظه وجود دارد. بازی عمدتاً شامل سه حالت تک نفره می‌شود: حالت مخفی (مربوط به داستان اصلی)، حالت رانندگی آزاد (برای گشت و گذار در شهرها) و چالش‌های رانندگی مخصوص.
این نسخه با ارائه سه شهر نیمه واقعی، امکان رانندگی با انواع وسایل نقلیه از خودروهای سواری تا کامیون را فراهم می‌کند. سیستم جدیدی برای آسیب پذیری خودروها طراحی شده که به بازیکن اجازه می‌دهد در حین بازی ماشین خود را عوض کند، البته به جز خودروهای مأموریتی خاص. یک مکانیسم شهرت هم وجود دارد که با انجام اعمال خلاف قانون توسط بازیکن افزایش یافته و باعث واکنش شدیدتر پلیس می‌شود.
نوآوری‌های این نسخه شامل اضافه شدن موتورسیکلت، قایق تندرو و امکان شنا کردن است. همچنین یک نوار سلامت و سیستم مبارزه با اسلحه به بازی اضافه شده که شامل سلاح‌های متنوعی مانند مسلسل و نارنجک انداز می‌شود. بازیکنان برای بازیابی سلامت باید جعبه کمک‌های اولیه پیدا کنند.
در حالت داستانی، بازیکن باید مأموریت‌های مختلفی مانند فرار از تعقیب یا حذف هدف‌های خاص را با شرایط ویژه انجام دهد. حالت رانندگی آزاد هم امکان کاوش در شهرهای میامی، نیس و استانبول و کشف اسرار مخفی را فراهم می‌کند.
یک ویژگی جالب امکان ویرایش فیلم بازی با زوایای مختلف دوربین و افکت‌های سینمایی است، هرچند مدت زمان قابل ویرایش محدود است. نسخه ایکس باکس این بازی زمانی از جدول امتیازات آنلاین پشتیبانی می‌کرد که اکنون توسط سرویس‌های جایگزین غیررسمی فعال شده است.